# Chhattisgarh
Chhattisgarh (Chatīsgaṛh, nghĩa là 'Ba Mươi Sáu Pháo đài') là một trong 29 bang của Ấn Độ, tọa lạc ở miền trung-đông đất nước. Đây là bang có diện tích lớn 10 của Ấn Độ, rộng 135,194 km2 (52,199 dặm vuông Anh). Với dân số 28 triệu người, Chhattisgarh là bang bang đông dân thứ 17. Là một bang giàu tài nguyên, đây là một nơi cung cấp điện và thép, sản xuất 15% tổng sản lượng thép toàn quốc. Chhattisgarh là một trong các bang phát triển nhanh nhất Ấn Độ.
Bang này được thành lập ngày 1 tháng 11 năm 2000 từ 16 huyện nói tiếng Chhattisgarh của bang Madhya Pradesh cũ. Thủ phủ là Raipur. Chhattisgarh tiếp giáp với các bang Madhya Pradesh về phía tây bắc, Maharashtra về phía đông nam, Telangana về phía nam, Andhra Pradesh (huyện Đông Godavari) về phía nam, Odisha về phía đông nam, Jharkhand về phía đông bắc và Uttar Pradesh về phía bắc. Hiện nay, bang này có 27 huyện.

## Hành chính

### Các huyện
Chhattisgarh bao gồm 27 huyện:
1. Balod
2. Baloda Bazar-Bhatapara
3. Balrampur
4. Bastar
5. Bemetara
6. Bijapur
7. Bilaspur
8. Dantewada
9. Dhamtari
10. Durg
11. Gariaband
12. Janjgir-Champa
13. Jashpur
14. Kanker
15. Kabirdham
16. Kondagaon
17. Korba
18. Koriya
19. Mahasamund
20. Mungeli
21. Narayanpur
22. Raigarh
23. Raipur
24. Rajnandgaon
25. Surguja
26. Sukma
27. Surajpur

## Các thành phố lớn
- Raipur
- Bilaspur
- Durg
- Bhilai
- Jagdalpur
- Rajnandgaon
- Dhamtari
- Raigarh
- Ambikapur
- Korba
- Chirmiri
- Janjgir
- Champa
- Kanker
- Mahasamund